# Richard Bateman
Richard M. Bateman (27 mei 1958) is een Britse botanicus die zich bezighoudt met botanie, evolutiebiologie en paleobotanie.
In 1982 behaalde hij een BSc in de Faculteit der Biologie aan de Universiteit van Luton, in 1981. In 1984, is gespecialiseerd in het Geobotanische aan de Universiteit van Londen. In 1988 behaalde hij hier een PhD. In 2001 kreeg hij hier een DSc.
Bateman werkte als postdoc op de afdeling paleontologie van het National Museum of Natural History (Smithsonian Institution). Ook had hij een positie bij de Universiteit van Oxford. Hij was werkzaam bij de Biosciences Federation. Hij was hoofd van de afdeling plantkunde van het Natural History Museum en was werkzaam bij de Royal Botanic Garden Edinburgh.
Bateman was anno 2010 actief bij de Kew Gardens en de universiteiten van Cambridge, Reading en Californië.
Bateman heeft onderzoek gedaan op de terreinen van sedimentologie, mineralogie, archeologie, paleobotanie, morfologische en moleculaire fylogenie, populatiegenetica, morfometrie en evo-devo genetica. Binnen de plantkunde houdt hij zich bezig met de reconstructie van fossiele planten en fylogenieën, multivariate morfometrie, evolutionaire radiatie en soortvormingsmechanismen (vooral saltatie). Levende planten waarmee hij zich mee bezighoudt, zijn Lycopsida en orchideeën. Hij heeft samengewerkt met wetenschappers als Mark Chase, Mike Fay, Richard Gornall, Pete Hollingsworth, Toby Pennington, Alec Pridgeon en Paula Rudall.
Bateman is (mede)auteur van artikelen in wetenschappelijke tijdschriften als Annals of Botany, Biological Journal of the Linnean Society, Botanical Journal of the Linnean Society, Taxon en Watsonia. Hij is (mede)auteur van meer dan honderd botanische namen van taxa binnen de orchideeënfamilie. Samen met Richard Gornall en Toby Pennington vormde Bateman de redactie van het boek Molecular Systematics and Plant Evolution dat in 1999 verscheen. Samen met Quentin Cronk en Julie Hawkins vormde Bateman de redactie van het boek Developmental Genetics and Plant Evolution dat in 2002 verscheen.
In 1994 kreeg Bateman van de Linnean Society of London de Bicentenary Medal, een onderscheiding vanwege uitzonderlijke prestaties voor een bioloog die jonger is dan veertig jaar. Hij is lid van organisaties als de Linnean Society of London, de Systematics Association en de Botanical Society of the British Isles.